# Southern Company
Southern Company (NYSE: SO) er et amerikansk energiselskab, der har hovedkvarter i Atlanta, Georgia. De leverer naturgas og elektricitet til 9 mio. kunder i 7 delstater.
 De har ca. 31.300 ansatte.
Southern Company's datterselskaber driver og udvikler elektricitetsproduktion baseret på vedvarende energi, kernekraft, naturgas og kul.
Southern Telecom udbyder telekommunikation i Atlanta og Southern Linc udbyder mobiltelefoni.